# Synthecium tubiger
Synthecium tubiger is een hydroïdpoliep uit de familie Syntheciidae. De poliep komt uit het geslacht Synthecium. Synthecium tubiger werd in 1905 voor het eerst wetenschappelijk beschreven door Borradaile. 